# Stadthalle Kassel

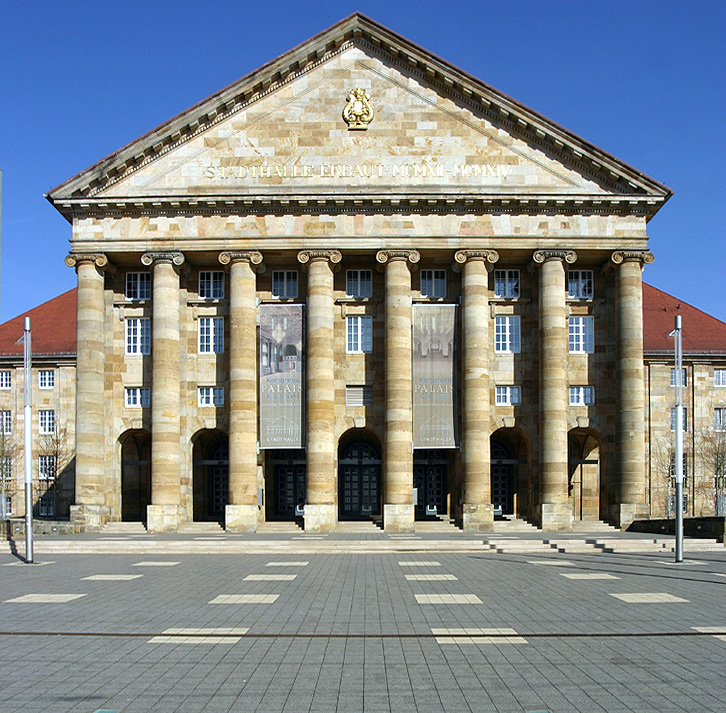
Stadthalle Kassel

Die Stadthalle Kassel (auch Kongress Palais Kassel genannt) ist eine 1914 eröffnete Veranstaltungshalle in der nordhessischen Großstadt Kassel. Sie steht im Stadtteil Vorderer Westen an der Friedrich-Ebert-Straße. Das monumentale Gebäude, das von 1912 bis 1914 erbaut wurde, und sein 2010 bis 2011 errichteter Kolonnadenflügel dient als Veranstaltungsort für Ausstellungen, Konzerte, Messen und Tagungen. Der Gesamtkomplex bietet insgesamt 8500 m² Veranstaltungsfläche und 8300 Besuchern Platz.

## Lage und Architektur
Die Stadthalle Kassel steht auf dem Gelände des ehemaligen Floraparks. Sie befindet sich etwas westlich des August-Bebel-Platzes an der Friedrich-Ebert-Straße. Die Stadthalle grenzt an die ummauerten öffentlichen Grünanlagen „Stadthallengarten“ und „Rosengarten“.
Der monumentale neoklassizistische Portikus der Stadthalle beherrscht die Silhouette der näheren Umgebung. Im Inneren befinden sich unter anderem zwei große Säle, von denen der größte, der Festsaal, bei normaler Bestuhlung 1847 Besuchern Platz bietet.

## Geschichte

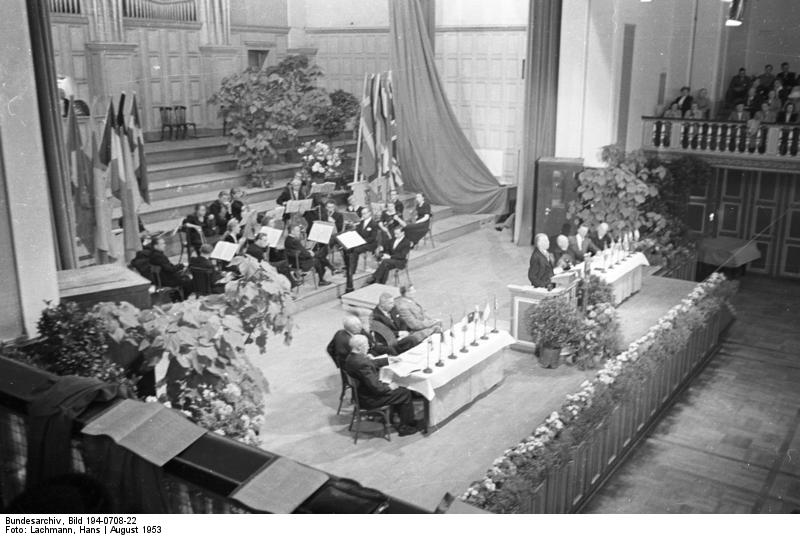
Das Innere im Jahr 1953

Die Initiative zum Bau der Stadthalle Kassel geht auf den jüdischen Textilunternehmer und Gründer des Vorderen Westens Sigmund Aschrott zurück. Er stellte seiner Heimatstadt den Bauplatz kostenlos zur Verfügung, mit der Auflage, dort für die Bürger Kassels ein kulturelles Zentrum zu schaffen.
Die Halle wurde zwischen 1911 und 1914 nach einem preisgekrönten Entwurf der Architekten Ernst Rothe und Max Hummel verwirklicht. Nachdem sie schon im September 1913 zur Tausendjahrfeier der Stadt genutzt wurde, wurde sie am 1. April 1914 offiziell eingeweiht. Von 1923 bis 1929 wurden nach Entwürfen von Max Hummel Wohnbauten zwischen Stadthalle und Rotes Kreuz Krankenhaus errichtet, die in ihren Proportionen und der Formensprache direkten Bezug auf die Stadthalle nahmen.
Im Zweiten Weltkrieg kam die Stadthalle Kassel mit geringen Schäden davon, nur die Eingangshalle wurde von einer Brandbombe getroffen. Der Schaden, den die Bombe hinterließ, ist noch heute zu sehen (ein bräunlicher Fleck im Hallenboden).
In der Nachkriegszeit diente die Stadthalle, zusammen mit der Waldbühne Wilhelmshöhe, als provisorische Unterkunft des Kasseler Staatstheaters, dessen eigenes Domizil ausgebombt war. Bis zur Fertigstellung (1959) des neuen Theatergebäudes zwischen Friedrichsplatz und Karlsaue fand hier der Theaterbetrieb statt. Nach der Eröffnung des neuen Staatstheaters ist die Stadthalle weiterhin Spielstätte für die Sinfoniekonzerte des Staatsorchesters Kassel geblieben.
1949 wurde die Eingangshalle des Gebäudes wieder aufgebaut und in den 1990ern das Gebäudeinnere unter den Auflagen des Denkmalschutzes durch das Architekturbüro HHS Planer + Architekten AG komplett modernisiert, erweitert und akustisch verändert, hierbei wurde auch die 1964 für die Stadthalle gebaute Klais-Konzertsaalorgel an den Nordhäuser Dom verkauft. 
Außerdem wurde ihre Außenfassade restauriert; anschließend wurde der Vorplatz großzügig umgestaltet. Innerhalb der Maßnahme wurde ebenfalls das angrenzende und mit der Stadthalle verbundene Ramada Hotel Kassel City Centre (heute: H4 Hotel Kassel, umgangssprachlich auch Stadthallenhotel genannt) errichtet.
Der Vorplatz der Stadthalle trägt seit 29. Oktober 2007 zu Ehren des verstorbenen hessischen Ministerpräsidenten (1976 bis 1987), den Namen Holger-Börner-Platz.
Von 2010 bis 2011 wurde wenige Meter nördlich der Halle der Kolonnadenflügel errichtet, der sich über zwei Ebenen auf insgesamt 2900 m² Fläche erstreckt.

## Kapazitäten

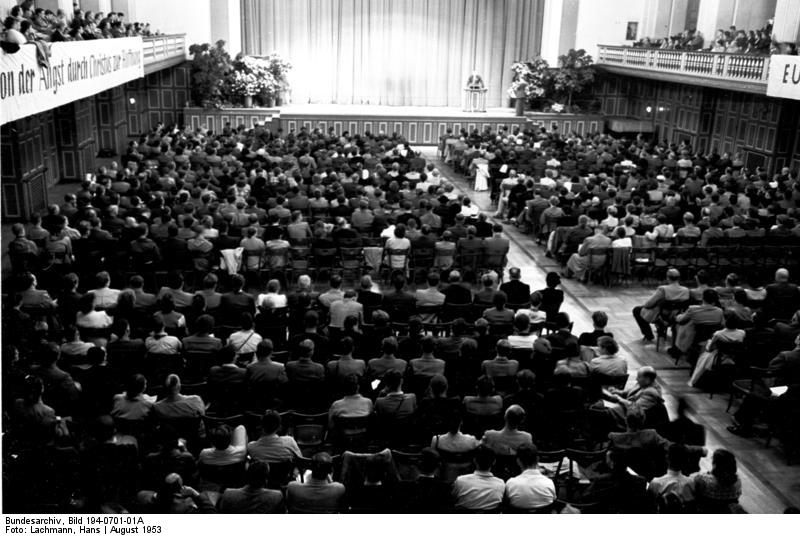
Festsaal (1953)

Zusammen mit dem Kolonnadenflügel hat die Stadthalle Kassel 8500 m² Veranstaltungsfläche und Platz für 8300 Besucher.
- Saal- und Raumkapazitäten (Flächen und, laut Bestuhlung, Besucher):
  - Festsaal: 699 m², 1847 Besucher
  - Kolonnadensaal: 796 m², 720 Besucher
  - Blauer Saal: 449 m², 660 Besucher
  - Foyer: 4.207 m², Eingangshalle
  - Gesellschaftssaal: 199 m², 240 Besucher
  - Rosensaal: 180 m², 197 Besucher
  - Aschrottsaal: 120 m², 108 Besucher
  - Bankettsaal: 188 m², 196 Besucher
  - Gartensaal: 340 m², 290 Besucher
  - Meetingräume (17 Räume): 30 bis 76 m², 24 bis 69 Besucher
- Außenflächenkapazitäten (nutzbare Veranstaltungsflächen; Gesamt: 4614 m²):
  - Konzertgarten (beim Kolonnadenflügel): 3.492 m²
  - Holger-Börner-Platz (an Friedrich-Ebert-Straße): 1.122 m²